# 塞拉-達聖安娜
塞拉-達聖安娜（葡萄牙語：Serra de Santana）是巴西東北部北里約格朗德州中波蒂瓜爾中區的一個小區。

## 市鎮
塞拉-達聖安娜下轄以下的市鎮：
- 博多
- 塞鲁科拉
- 弗洛拉尼亚
- 新拉戈阿
- 圣安娜-杜马图斯
- 聖維森特
- 特嫩蒂-劳伦蒂努-克鲁斯